# Bò Brune nâu

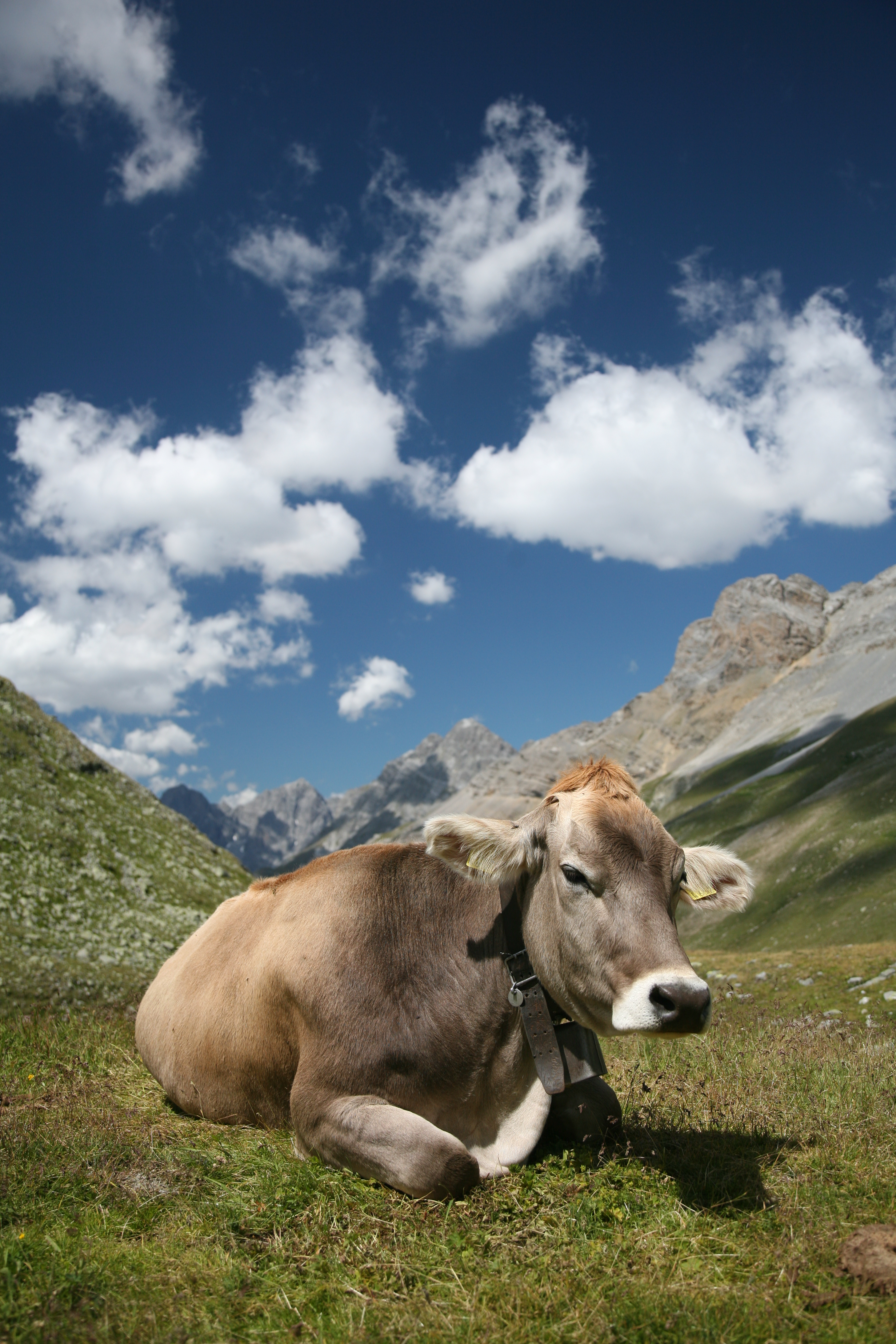
Một con bò Brune nâu của Pháp

Bò Brune nâu hay bò Brune Pháp (tiếng Pháp là Brune des Alpes) còn gọi đơn giản là bò nâu là một giống bò sữa cao sản có nguồn gốc từ nước Pháp. Chúng có nguồn gốc từ giống bò nâu của Thụy Sĩ có bổ sung thêm máu của bò Simmental, qua quá trình lai tạo đã cho ra giống bản địa của nước Pháp với sản lượng sữa và chất lượng sữa tươi cao

## Đặc điểm

### Ngoại hình
Đây là một giống bò hiện đại có nhiều phẩm chất tốt đặc biệt là những phẩm chất về khả năng cho sữa. Giống bò này có hình thể chuẩn, khả năng sinh sản tốt, cơ bắp chắc khỏe, giống này có chân, móng chắc khỏe, khả năng sinh sản tốt, sinh đẻ tốt, và tuổi thọ cao và khả năng thích nghi khí hậu cao, có khả năng thích nghi ở nhiều nước có sa mạc và nhiệt đới.
Bò Brune là giống bò lành tính, chúng hiền lành, dễ gần và dễ nuôi, chúng cũng rất thuần tính dễ quản lý và chăm sóc và chăn nuôi, ít gây phiên toái, ít gặp vấn đề gì trong việc phối giống. Với giống bò Brune có một đàn gia súc rất dễ chịu, có thể dễ dàng chăn dắt con bò cái to lớn, nổi bật trong đàn gia súc. Giống bò Brune có nhiều ưu điểm thuận lợi trong chăn nuôi phù hợp với hình thức chăn thả, thích ứng với thời tiết khắc nghiệt, khả năng kháng bệnh viêm vú cao, khả năng hấp thụ chất dinh dưỡng tốt. 

### Cho sữa
Đây là giống bò có chất lượng sữa cao hơn hẳn giống bò HF. Giống Bò nâu rất nổi tiếng với năng suất sữa cao,chất lượng tốt, giàu protéine đứng hàng thứ 2 về trong các loại bò sữa được chăn nuôi tại Pháp. Đây là những con bò sữa chủ lực, đem lại năng suất sữa cao. Bò Nâu có sản lượng sữa cao, trong khoảng thời gian kéo dài lâu. Trong hệ thống chăn nuôi, giống bò Brune đem lại sản lượng sữa cao. Loại bò sữa trưởng thành có thể cho sản xuất từ 9000 đến 10000 kg sữa cho mỗi chu kỳ.
Sản lượng sữa bình quân trong mỗi chu kỳ Prim’Holstein 8993 39,8 33,7. Hàm lượng bơ trong sữa bò nâu là 7003 41,6 35,8. Hàm lượng đạm trong sữa bò Montbéliarde la 6541 38,9 34,3. Normande 6201 42,8 36,3. Hàm lượng mỡ sữa trung bình 4.17%, Protein 3.58% sản lượng sữa bình quân 8050 kg/chu kỳ. Hàm lượng tế bào SCC thấp, bền sữa, tỷ lệ đạm rất cao mà không cần phải hy sinh sản xuất. Các biến thể đạm trong sữa giúp tăng năng suất pho mai ở Pháp.
Trong vòng đời của mình, giống bò này có thể tích tụ hàm lượng protéine cao. Giống bò này có chất lượng sữa tốt nên có thể sản xuất pho mát cho chất lượng sản phẩm tốt và năng suất cao. Chu kỳ sản xuất sữa đều đặn (bền sữa). Con bò Shatzi (giống Brune) lập kỷ lục tại Pháp là đã sản xuất 24271 kg sữa trong vòng 365 ngày, với hàm lượng bơ 51,7 và hàm lượng đạm 35,6, Con bò Kadille biểu trưng cho khả năng cho sữa của giống bò Brune với 16 lần cho sữa trong 19 năm tuổi.

## Chăn nuôi

### Tại Pháp

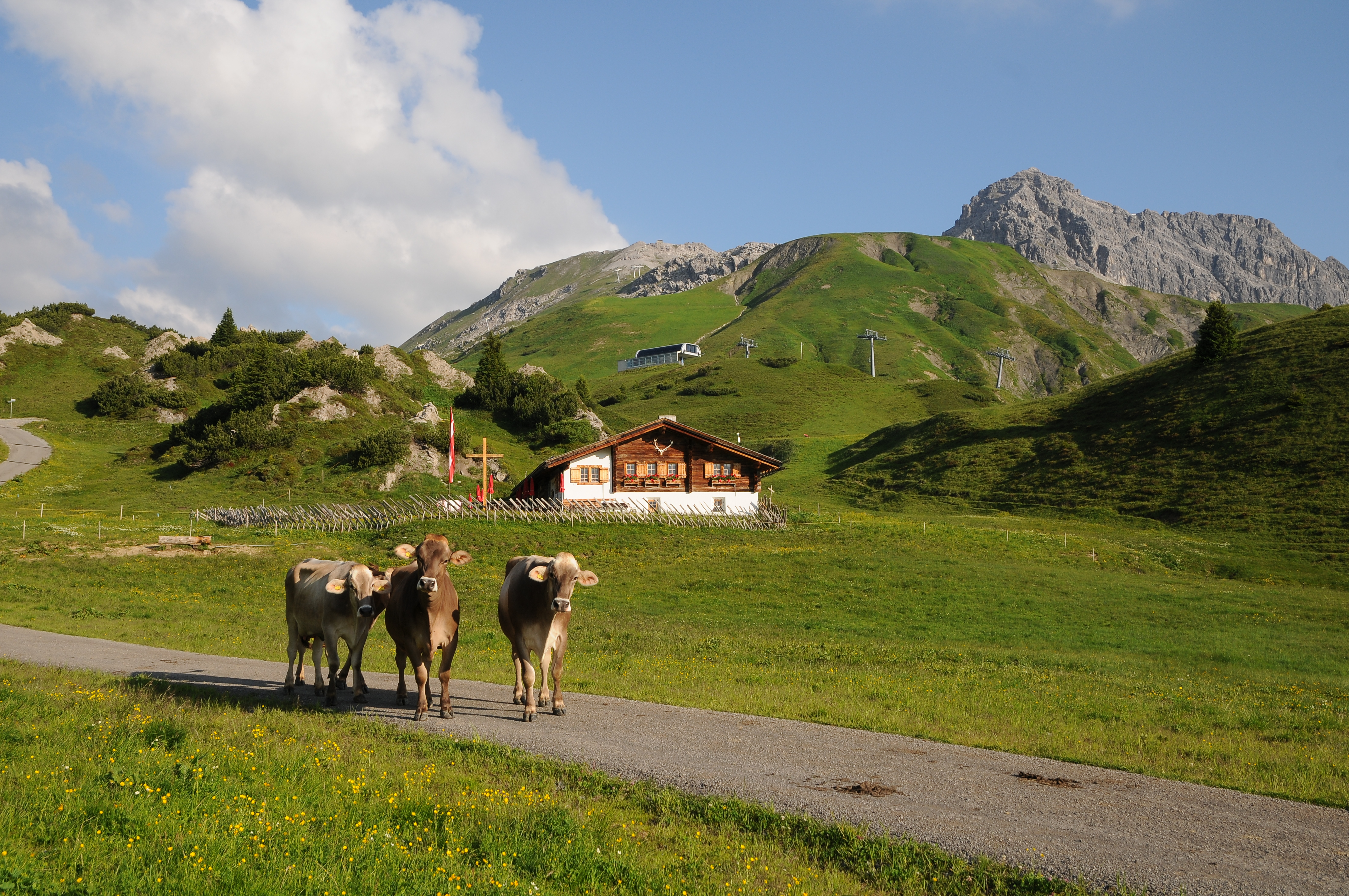
Chăn nuôi bò Nâu tại Pháp

Hiện nay Giống bò Brune thuần và lai HF được nuôi rất nhiều ở vùng núi Midi-Pyrénées của Pháp cho năng suất sữa cao và chất lượng sữa tốt. Tại vùng Gaec de la Ménité đã đưa giống bò nâu (Brune) vào nuôi cùng với đàn bò giống Holstein và Montbéliarde. Đây là giống bò đem lại năng suất sữa cao và đảm bảo được chất lượng. Giống bò này sản xuất ra nhiều sữa, mang lại khả năng sinh lời nhiều hơn, thu nhập được tăng thêm khoảng 30 euros/1000 lít sữa.
Giống bò có nhiều ưu điểm, thuyết phục được những người chăn nuôi luôn quan tâm đến khả năng sinh lời. Tiết kiệm chi phí dành cho việc phòng chống dịch bệnh do đó đã tiếp tục phát triển thêm giống bò Brune trong đàn bò giống Holstein trong trang trại. Nuôi giống bò Brune đã giúp giải quyết những lo âu về bệnh viêm vú và khả năng lai tạo giống.
Việc nuôi bò tại Gaec Garriguees Brast Savy trong mỗi hộ có khoảng 100 con bò giống Brune và 30 con bò giống Holstein để vắt sữa với sản lượng 1,1 triệu lít sữa. Bò Brune là sự lựa chọn lý tưởng đối với trang trại với nhiều ưu điểm nổi bật theo Hiệp hội những nhà chăn nuôi bò GAEC. Phát huy những ưu điểm của giống bò Brune với kỹ thuật lai giống đã tiến hành lai giống bò Brune với đàn bò Holstein với 70 con, từ năm 2002. Việc lai ghép giữa giống bò Brune và Holstein đã đem lại cho những lợi ích về mặt kinh tế bước đầu. 

### Thí điểm
Giống bò Brune nâu hay bò Brune Pháp đầu tiên xuất hiện tại Mộc Châu. Hiệp hội ASODIA đã phối hợp với MIDATEST để đưa một giống bò mới vào Mộc Châu nhằm đa dạng hóa nguồn gen tốt bằng cách cấy phôi và thụ tinh nhân tạo. Tháng 10 năm 2008, MIDATEST đã tặng cho Công ty sữa 20 phôi và 1400 liều tinh giống bò Nâu (trị giá 20.000 euro), đồng thời cử chuyên gia kỹ thuật sang giúp đỡ cấy phôi cho 20 con bò nhận.
Số tinh còn lại sẽ được cán bộ kỹ thuật của Công ty CP Giống bò sữa Mộc Châu thụ tinh cho những con bò HF thuần chủng tại Mộc Châu.Tháng 7 năm 2009 những con bê đầu tiên đã được sinh ra bởi chương trình cấy phôi và thụ tinh nhân tạo. Những con bê này có khả năng thích nghi tốt với điều kiện nuôi dưỡng tại Mộc Châu và sẽ cho một nguồn Gen mới tại đây.